# Montesquiu (Àger)
El Montesquiu és una muntanya de 948 metres que es troba al municipi d'Àger, a la comarca catalana de la Noguera.